# Бутурин Володимир Степанович
Володимир Степанович Бутурин (19 листопада 1943 — 15 листопада 2020, Львів) — український шахіст, міжнародний майстер, майстер спорту СРСР (1973), заслужений тренер України із шахів.

## Біографія
Володимир Бутурин міжнародний майстер із шахів, заслужений тренер України та один із найвидатніших шахових наставників Львова. Довгі роки працював директором та головою правління Львівської шахової школи, а також викладачем на шаховій кафедрі Львівського інституту фізкультури. У 1991 році очолював жіночу команду України на командному чемпіонаті СРСР.

Як шахіст, Бутурин здобув низку титулів: чемпіон Львова (1977), призер Меморіалу Штейна (1977), чемпіон Львівського шахового клубу (1981), чемпіон України серед ветеранів (2002). У 1972 році переміг у всесоюзному чемпіонаті ДСТ «Спартак», а на чемпіонаті України 1985 року посів п'яте місце. Десятиразовий учасник чемпіонатів України.

Проте головною його місією була тренерська діяльність. Він виховав цілу плеяду видатних шахістів, серед яких Василь Іванчук, Марта Літинська, Йосип Дорфман, Ірина Челушкіна. Особливе місце у його роботі займала підтримка шахістів з обмеженими фізичними можливостями, зокрема незрячих спортсменів.

Бутурина згадують не лише як принципового та талановитого тренера, а й як ерудита, енциклопедиста, бібліофіла, театрала та мандрівника. Його захоплення історією, мистецтвом, географією та літературою виходили далеко за межі шахової дошки. Його супутники пам'ятають подорожі, відвідування вистав, пошуки рідкісних книжок, навіть непередбачувані пригоди — як перехід через аварійний міст у Карпатах або шторм у чужій країні.

На його честь у 2021 році у Львові започатковано меморіальний шаховий турнір, який продовжує вшанування його спадщини у шаховому світі. Його ім'я назавжди вписане у історію українських шахів та серця його учнів.

## Турнірні результати

### Результати виступів у чемпіонатах України
Володимир Бутурин зіграв у десяти фінальних турнірах чемпіонатів України, набравши загалом 67 очок зі 138 можливих (+31-35-72).
| Рік  | Місто           | Турнір                            | + | − | =  | Результат | Місце |
| ---- | --------------- | --------------------------------- | - | - | -- | --------- | ----- |
| 1971 | Донецьк         | 40-й чемпіонат України            | 5 | 3 | 5  | 7½ з 13   | 13—18 |
| 1972 | Одеса           | 41-й чемпіонат України            | 3 | 4 | 10 | 8 з 17    | 12—14 |
| 1974 | Львів           | 43-й чемпіонат України            | 3 | 3 | 7  | 6½ з 13   | 26—37 |
| 1976 | Донецьк         | 45-й чемпіонат України            | 3 | 4 | 6  | 6 з 13    | 7—8   |
| 1978 | Ялта            | 47-й чемпіонат України            | 0 | 7 | 8  | 4 з 15    | 14    |
| 1985 | Ужгород         | 54-й чемпіонат України            | 5 | 1 | 8  | 9 з 14    | 5     |
| 1986 | Луцьк           | Півфінал 55-го чемпіонату України |   |   |    | 8½ з 11   | 1—2   |
| 1986 | Київ            | 55-й чемпіонат України            | 4 | 3 | 8  | 8 з 15    | 7     |
| 1987 | Миколаїв        | 56-й чемпіонат України            | 1 | 4 | 10 | 6 з 15    | 15    |
| 1992 | Сімферополь     | 61-й чемпіонат України            | 4 | 4 | 6  | 7 з 14    | 9     |
| 1995 | Дніпропетровськ | 64-й чемпіонат України            | 3 | 2 | 4  | 5 з 9     | 16—25 |

### Інші турніри
| Рік  | Місто     | Турнір                               | + | − | =  | Результат | Місце  |
| ---- | --------- | ------------------------------------ | - | - | -- | --------- | ------ |
| 1972 | Львів     | Першість ЦР ДСТ «Спартак»            | 8 | 2 | 9  | 5½ з 15   | Gold   |
| 1973 | Сочі      | Першість ЦР ДСТ «Спартак»            | 3 | 3 | 11 | 8½ з 17   | 9—11   |
| 1974 | Донецьк   | Першість ЦР ДСТ «Спартак»            | 8 | 6 | 2  | 9 з 16    | 8—10   |
| 1975 | Геленджик | Першість ЦР ДСТ «Спартак»            | 3 | 4 | 6  | 6 з 13    | 9—11   |
| 1976 | Геленджик | Першість ЦР ДСТ «Спартак» (Україна)  |   |   |    | 7½ з 13   | — 5    |
| 1977 | Львів     | Меморіал Штейна                      | 5 | 3 | 5  | 7½ з 13   | —5     |
|      | Львів     | Чемпіонат Львова                     | 9 | 1 | 3  | 10½ з 13  | Gold   |
| 1978 | Виборг    | Чемпіонат збройних сил СРСР          | 7 | 4 | 6  | 10 з 17   | 5—8    |
| 1980 | Алма-Ата  | Чемпіонат збройних сил СРСР          |   |   |    | 8 з 17    | 10—11  |
| 1981 | Львів     | Чемпіонат Львівського шахового клубу | 4 | 0 | 9  | 8½ з 13   | Gold   |
|      | Львів     | Міжнародний турнір                   | 2 | 3 | 8  | 6 з 13    | 9—11   |
| 1982 | Львів     | Чемпіонат Львівської області         | 4 | 1 | 8  | 8 з 13    | Silver |
| 1983 | Львів     | Чемпіонат Львівської області         | 4 | 2 | 7  | 6½ з 13   | 5—6    |
| 1984 | Львів     | Чемпіонат Львівського шахового клубу | 6 | 2 | 9  | 10½ з 17  | 4      |
| 1985 | Львів     | Чемпіонат Львівської області         | 6 | 1 | 6  | 9 з 13    | Bronze |
| 1988 | Львів     | Чемпіонат Львівського шахового клубу |   |   |    | 10 з 18   | —4     |